# 昂巴库尔
昂巴库尔（法語：Ambacourt，法語發音：[ɑ̃bakuʁ] ⓘ）是法国大東部大區孚日省的一个市镇，属于讷沙托区。

## 地理
昂巴库尔（48°20'50"N, 6°8'29"E）面积6.76 平方千米，位于法国大東部大區孚日省，该省份为法国东北部内陆省份，北起默兹省和默尔特-摩泽尔省，西接上马恩省，南至上索恩省和贝尔福地区省，东临上莱茵省和下莱茵省。
与昂巴库尔接壤的市镇（或旧市镇、城区）包括：马济罗、马东河桥村、普赛、皮济约、马东河畔沃梅库尔、布藏维尔、迪亚维尔、贝通库尔、绍夫库尔、大弗勒内勒。

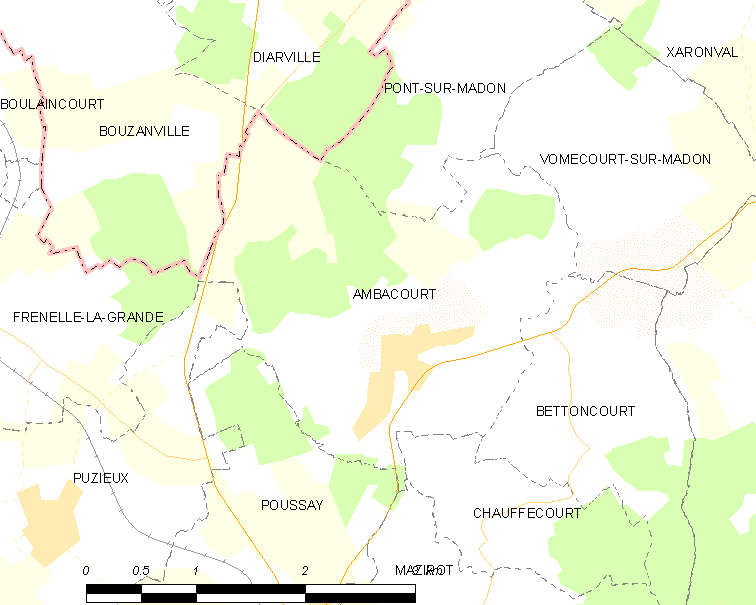
昂巴库尔的OSM定位图

昂巴库尔的时区为UTC+01:00、UTC+02:00（夏令时）。

## 行政
昂巴库尔的邮政编码为88500，INSEE市镇编码为88006。

## 政治
昂巴库尔所属的省级选区为米尔库尔县。

## 人口

1962-2008年间昂巴库尔人口变化图示

昂巴库尔于2022年1月1日时的人口数量为290人。